# Josef Procházka
Josef Procházka war ein tschechoslowakischer Radrennfahrer.

## Sportliche Laufbahn
Procházka war im Straßenradsport aktiv. Er war Teilnehmer der Olympischen Sommerspielen 1920 in Antwerpen. Dort wurde er 34. im olympischen Einzelzeitfahren. In der Mannschaftswertung kam die Tschechoslowakei mit František Kundert, Josef Procházka, Ladislav Janoušek und Bohumil Rameš auf den 9. Rang.
1921 siegte er im Eintagesrennen Prag–Karlovy Vary–Prag. In der nationalen Meisterschaft im Straßenrennen wurde er 1919 Zweiter hinter Pavel Jechl, 1920 hinter František Kundert und 1921 erneut hinter Pavel Jechl.